# 12-й отдельный гвардейский миномётный дивизион реактивной артиллерии
12-й отдельный гвардейский миномётный дивизион (реактивной артиллерии) — воинская часть в составе Рабоче-крестьянской Красной Армии во время Великой Отечественной войны.

## История
Дивизион формировался в Алабино. В действующей армии с 14 октября по 6 ноября 1941 года. На вооружении дивизиона находились машины БМ-13-16 на шасси трактора СТЗ-5-НАТИ. В октябре 1941 года вошёл в состав 15-го ГМП, как 3-й дивизион. После расформирования 15-го ГМП, в ноябре 1941 года переименован в 12-й огмдн.
Во время Тульской наступательной операции дивизион оказывал огневую поддержку советским войскам при освобождении Сталиногорска (ныне Новомосковск Тульской области). Двумя залпами из района деревни Урусово накрыв скопление немецких войск на станции Маклец, 12-13 декабря дивизион начал передислокацию на южный берег Шата в район Сталиногорска. Однако попав под интенсивный обстрел, колонна вернулась в Прудки и форсировала Шат по льду. Автомашина, тягач и несколько боевых машин прошли, но одна из «катюш» затонула. 25 ноября 1988 года группа энтузиастов подняла её, и после восстановления поставлена на постамент у Новомосковского краеведческого музея.
В действующей армии по 14 декабря 1943, затем с 7 марта 1944 по 14 ноября 1944 и с 3 января 1945 по 7 марта 1945 года.
В декабре 1942 года вошёл в состав 59-го гвардейского миномётного полка сохранив номер, а 7 марта 1945 года переименован во 2-й миномётный дивизион 59-го гвардейского миномётного полка, таким образом прекратив своё существование как отдельная воинская часть.

## Командование
- гв. капитан Свердлов Андрей Иванович (с 27.10.1941),
- гв. ст. л-т Барилов Ефим Самуилович (с 29.11.1941),
- гв. ст. л-т Карась А.Г. (1942),
- гв. майор Селезнёв Пётр Иванович (7.1943),
- гв. майор Климов Владимир Михайлович (1945).

## Примечание
1. ↑  "Реактивная артиллерия" - современная приписка. В военное время, чтобы отличить "ствольные" миномёты от "реактивной", иногда писали "РС" - реактивный снаряд.
2. ↑  Седугин В. И. Новомосковск — Очерк истории. — Тула, 2010. — С. 93. — 186 с. Архивировано 5 ноября 2014 года.